# Pristimantis grandiceps
Espèce
Synonymes
- Eleutherodactylus grandiceps Lynch, 1984

Statut de conservation UICN

 EN  : En danger
Pristimantis grandiceps est une espèce d'amphibiens de la famille des Craugastoridae.

## Répartition
Cette espèce est endémique du versant Ouest de la cordillère Orientale en Colombie. Elle se rencontre sur les départements de Boyacá et de Santander entre 2 200 et 2 400 m d'altitude.

## Publication originale
- Lynch, 1984 : New frogs (Leptodactylidae: Eleutherodactylus) from cloud forest of northern Cordillera Oriental, Colombia. Contributions in Biology and Geology, Milwaukee Public Museum, vol. 60, p. 1-19.